# Anna Sporrer
Anna Sporrer (Mödling, 1962. július 7. –) 2025-től Ausztria igazságügy-minisztere.

## Életpályája
1983 és 1990 között jogot tanult a Bécsi Egyetemen. 1995 márciusában kapta doktori fokozatát.
1996 óta a kancellári hivatalban (Bundeskanzleramt) dolgozott. 2004 és 2008 között kiképzést végzett ügyvédként. 2010 szeptemberétől 2011 áprilisáig Sporrer Gabriele Heinisch-Hosek szövetségi miniszter irodavezetőjeként dolgozott.
2014 és 2025 között az osztrák közigazgatási bíróság (Verwaltungsgerichtshof) alelnöke volt.

## Fordítás
- Ez a szócikk részben vagy egészben  az   Anna Sporrer című német Wikipédia-szócikk fordításán alapul.  Az eredeti cikk szerkesztőit annak laptörténete sorolja fel. Ez a jelzés csupán a megfogalmazás eredetét és a szerzői jogokat jelzi, nem szolgál a cikkben szereplő információk forrásmegjelöléseként.